# Giovanni de Gamerra
Giovanni de Gamerra (né à Livourne le 26 décembre 1742 - mort à Vicence le 29 août 1803) est un librettiste d'opéra italien.

## Biographie
Giovanni de Gamerra est surtout connu pour avoir écrit le livret de Lucio Silla, opéra mis en musique par Mozart en 1772 et par Pasquale Anfossi, puis Jean-Chrétien Bach en 1774. 
En 1772, au Théâtre ducal de Milan, durant le carnaval, sera aussi créé Armida mis en musique par Antonio Sacchini. Il est aussi l'auteur du livret de Medonte mis en musique par Josef Mysliveček et créé en 1780 à Rome durant le carnaval. 
De plus, il a fait l'adaptation en italien de La flûte enchantée de Mozart et Schikaneder.